# Karol August Waldeck-Pyrmont
Karol August Fryderyk Waldeck-Pyrmont (ur. 24 września 1704, zm. 29 sierpnia 1763) – książę Waldeck-Pyrmont i dowódca holenderskich sił zbrojnych w wojnie o sukcesję austriacką.
Był drugim synem Fryderyka Antoniego Ulryka, księcia Waldeck-Pyrmont, i hrabiny Palatynatu Ludwiki Zweibrücken-Birkenfeld. W 1728 zmarł jego ojciec, a 2 miesiące później jego starszy brat Christian Philip i tak stał się dziedzicem Waldeck-Pyrmont.
W wojnie o sukcesję austriacką, został mianowany dowódcą armii holenderskiej przez Stany Generalne Holandii, jako przeciwwaga dla Wilhelma IV Orańskiego, który był całkowicie zależny od jego szwagra księcia Cumberland. Holenderska armia pod dowództwem Karola Augusta została pokonana w bitwach pod Fontenoy, pod Roucoux i pod Lauffeldt. W 1746 roku został mianowany Feldmarszałkiem Świętego Cesarstwa.

## Życie prywatne
Karl August ożenił się 19 sierpnia 1741 w Zweibrücken ze swoją kuzynką hrabiną Christiane Henriette Birkenfeld-Bischweiler (1725-1816), córką Christiana III Wittelsbach, z którą miał siedmioro dzieci: 
- Karol (1742-1756)
- Fryderyk Karol August Waldeck-Pyrmont (1743-1812), książę Waldeck-Pyrmont
- Christian (1744-1798), feldmarszałek w portugalskiej armii
- Jerzy I Waldeck-Pyrmont (1747-1813), książę Waldeck-Pyrmont, mąż Augusty Schwarzburg-Sondershausen
- Karolina (1748-1782), żona Piotra Biron, ostatniego książę Kurlandii i Semigalii
- Ludwika (1751-1816), żona księcia Fryderyka Augusta, Nassau-Usingen
- Ludwik (1752-1793), zginął w pobliżu Kortrijk